# 让·路易·科诺
让·路易·科诺（Jean Louis Conneau，1880年2月8日—1937年8月5日），又名安德烈·博蒙特（André Beaumont），法国航空先驱，海军上尉，飞船制造商。

## 飞行生涯
1910年12月7日，博蒙特获得法国飞行执照。1911年12月18日获得军队飞行员执照。

### 航空赛
1911年，他在3项航空赛中获胜，分别为1911年5月31日“巴黎-罗马”、1911年7月7日首届“环欧大赛”（巴黎 - 列日 - 斯帕 - 乌得勒支 - 布鲁塞尔 - 加来 - 伦敦 - 加来 - 巴黎）、1911年7月26日“每日邮报英国巡回赛”（英格兰和苏格兰）。

### 飞机制造
1913年，博蒙特与路易·施雷克（Louis Schreck）共同创办了法英航空（Franco-British Aviation，缩写FBA），制造飞船。总部在伦敦，生产基地在巴黎，为法国和英国军队提供产品。
第一次世界大战期间，他指挥的中队在尼斯、比塞大、敦刻尔克和威尼斯执行任务。1915年到1919年，他为法国海军服务。

## 出版物
- Mes trois grandes courses, （我的3次主要比赛） Hachette, Paris, 1912.